# Arthrogaster seticornis
Arthrogaster seticornis (лат.) — ископаемый вид жалящих перепончатокрылых рода Arthrogaster из семейства Kuafuidae. Один из древнейших представителей подотряда стебельчатобрюхие. Ископаемые остатки были обнаружены в отложениях юрского периода (Средняя Азия, Казахстан, Карабастауская свита, келловейский ярус, дер. Михайловка, около 165 млн лет). Длина тела 10 мм, длина переднего крыла 5,5 мм. Вид Arthrogaster seticornis был впервые описан по отпечаткам в 1975 году российским палеоэнтомологом Александром Павловичем Расницыным (ПИН РАН, Москва, Россия) и первоначально включён в состав семейства Bethylonymidae. Позднее род Arthrogaster вместе с Kuafua и Leptogastrella был выделен в семейство Kuafuidae в составе ископаемого надсемейства Bethylonymoidea, корневой группы для всех жалящих перепончатокрылых насекомых (Aculeata).